# Trois Frères
Der Trois Frères (dt.: „Drei Brüder“) ist ein Berg der Seychellen. Er befindet sich auf der Hauptinsel Mahé.

## Geographie
Der Berg erreicht eine Höhe von mit 724 m. Mit seinem charakteristischen Dreier-Gipfel ist er eine wichtige Landmarke im Süden der Hauptstadt Victoria. Er ist von tropischem Regenwald bedeckt und liegt am Nordrand des größten Nationalparks des Landes, des Morne-Seychellois-Nationalparks.